# Морбах
Морбах (на немски: Morbach) е община в Рейнланд-Пфалц, Германия с 10 517 жители (към 31 декември 2016).
Намира се в планината Хунсрюк. Морбах е признат въздушен курорт (Luftkurort).
- Католическата църква
- Евангелската църква